# Ainoa
Ainoa — рід грибів родини Baeomycetaceae. Назва вперше опублікована 2001 року.

## Класифікація
До роду Ainoa відносять 3 види:
- Ainoa bella
- Ainoa geochroa
- Ainoa mooreana